# Маріупольська агломерація
Агломерація з центром у місті Маріуполі. Розташована на березі Азовського моря. Головні чинники створення й існування агломерації: морський порт, центр металургійної промисловості, близькість промислового Донбасу. Центр розвиненого сільськогосподарського району. Садівництво. Маріупольський міжнародний аеропорт.
Складається
- з міста Маріуполя.
- з районів: Мангушський район, Нікольський район, Волноваський район, Бойківський район.

- Чисельність населення — 646,6 тисяч осіб.
- Площа — 4 597 км².
- Густота населення — 140,7 осіб/км².